# NGC 6796
NGC 6796 is een spiraalvormig sterrenstelsel in het sterrenbeeld Draak. Het hemelobject werd op 5 juli 1885 ontdekt door de Amerikaanse astronoom Lewis A. Swift.

## Synoniemen
- UGC 11432
- MCG 10-27-10
- ZWG 302.11
- IRAS 19208+6102
- PGC 63121